# Gozzio Battaglia
Gozzio Battaglia (ur. 1270 w Rimini, zm. 10 czerwca 1348 w Awinionie) – włoski duchowny katolicki, kardynał, w latach 1335 - 1336 biskup Vaision. W latach od 1335 do 1338 roku tytularny łaciński patriarcha Konstantynopola.. Od 1338 kardynał-prezbiter Santa Prisca.

## Życiorys
W 1335 został biskupem Vaision. Urząd ten pełnił do 1336, kiedy to 14 czerwca został mianowany tytularnym łacińskim Patriarchą Konstantynopola. Pełnił ten urząd do dnia 18 grudnia 1338 roku. Tegoż dnia otrzymał kreację kardynalską i otrzymał kościół Santa Prisca. Zmarł 10 czerwca 1348 roku.